# György Horkai
György Horkai (ur. 1 lipca 1954 w Budapeszcie) – węgierski piłkarz wodny. Dwukrotny medalista olimpijski.
W 1976 w Montrealu wspólnie z kolegami został mistrzem olimpijskim. Cztery lata później znalazł się wśród brązowych medalistów igrzysk. Był mistrzem Europy w 1974 i 1977.